# Sunil Amrith
Sunil S. Amrith (Kenia, 4 de septiembre de 1979 ) es un historiador keniano. Se desempeña como profesor de Historia Renu y Anand Dhawan en la Universidad Yale. Sus intereses de investigación incluyen la migración transnacional en el sur y sudeste de Asia.

## Biografía
Nació en Kenia de padres originarios de Tamil Nadu, India, y creció en Singapur. Recibió su educación postsecundaria y luego su doctorado en la Universidad de Cambridge, y luego enseñó en Birkbeck College de la Universidad de Londres hasta 2015, cuando se convirtió en profesor de historia del sur de Asia en la Universidad de Harvard. También codirigió el Centro Conjunto de Historia y Economía entre Harvard y la Universidad de Cambridge, y fue director interino del Centro de Humanidades Mahindra de Harvard. En 2020, la Universidad Yale anunció que habían designado a Amrith como profesor de historia.
Recibió el Premio Infosys de Humanidades 2016 por sus contribuciones a los campos de la historia de la migración, la historia ambiental, la historia de la salud pública internacional y la historia de Asia contemporánea. Se convirtió en becario MacArthur en 2017. También es autor de varios libros de no ficción. Unruly Waters, que estudia la influencia del agua en el desarrollo político y económico del subcontinente indio, fue preseleccionado para el Premio de Historia Cundill 2019. En 2022 ganó el Premio Dr. A. H, Heineken de Historia.

## Obra
- Amrith, Sunil S. (2006). Decolonizing International Health: India and Southeast Asia, 1930-65. Basingstoke: Palgrave Macmillan. ISBN 9781403985934.
- Amrith, Sunil S. (2011). Migration and Diaspora in Modern Asia. Cambridge University Press. ISBN 9780521727020.[7]
- Amrith, Sunil S. (2013). Crossing the Bay of Bengal: The Furies of Nature and the Fortunes of Migrants. Cambridge, Massachusetts: Harvard University Press. ISBN 9780674287242.[8][9]
- Harper, Tim N.; Amrith, Sunil S., eds. (2014). Sites of Asian Interaction: Ideas, Networks and Mobility. Cambridge University Press. ISBN 9781139979474. doi:10.1017/CBO9781139979474.
- Amrith, Sunil S. (2018). Unruly Waters: How Rains, Rivers, Coasts and Seas Have Shaped Asia's History. New York: Basic Books. ISBN 9780465097739.[10]